# Kapellerlaan 48
Kapellerlaan 48 (vroeger 32) is een woonhuis aan de Kapellerlaan in Roermond.

## Geschiedenis
De Kapellerlaan, die in 1730 werd aangelegd, was rond het midden van de 19e eeuw nog bijna helemaal onbebouwd. Tussen 1880 en 1940 werd de laan, stukje bij beetje, volgebouwd met een combinatie van herenhuizen, winkelpanden en een enkele villa. In 1897 kocht de Roermondse schilder Albin Windhausen een stuk grond aan de Kapellerlaan. Hierop liet hij in 1898 een woonhuis bouwen voor hem en zijn vrouw Clasina van Buchem. De bouw werd op 23 mei 1898 openbaar aanbesteed door de architect, Jean Speetjens. De laagste inschrijver was de aannemer H. Peeters uit Roermond.

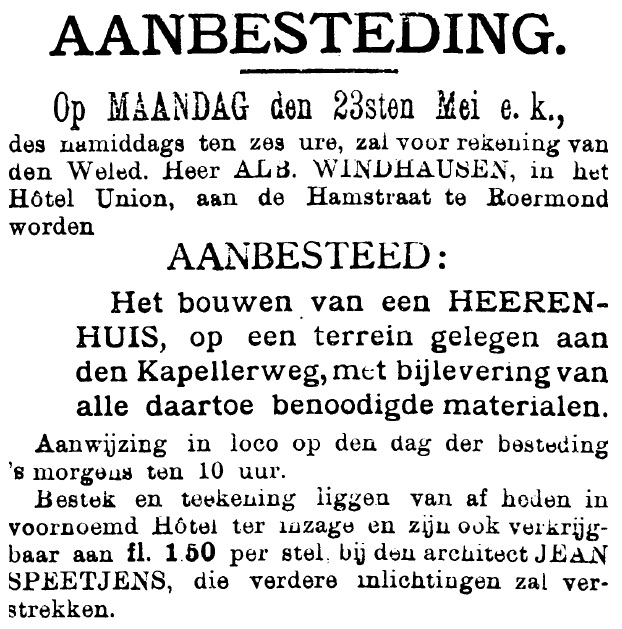
Aanbesteding woonhuis in De Nieuwe Koerier, 14 mei 1898.

Eerder, waarschijnlijk in 1897, liet Windhausen op hetzelfde stuk grond een schildersatelier bouwen, tegenwoordig bekend als Kapellerlaan 48A. Hier begon Albin in 1901, samen met zijn broer Paul, een atelier voor religieuze kunst. Vlak na het einde van de Tweede Wereldoorlog was in het woonhuis een hulpcorps van het Rode Kruis gevestigd ter bestrijding van een uitbraak van schurft in Roermond.
Tegen het einde van Windhausens leven, in 1946, werd het atelier door architect Jo Turlings tot woonhuis verbouwd en van het woonhuis gescheiden. Rond dezelfde tijd werd het woonhuis verkocht aan de arts en inspecteur van de volksgezondheid, H.H.C. Stapert. Omstreeks 1950 werd het verkocht aan de familie Janssen, die hier een groothandel in koloniale waren vestigden. Hiervoor werd naast het huis een één bouwlaag tellend bedrijfspand gebouwd (Kapellerlaan 50). Later werd dit bedrijfspand aanzienlijk uitgebreid en ook van het woonhuis gescheiden. Het woonhuis was tot februari 2022 in het bezit van de familie Janssen. Op 22 april 2025 kwam het huis in het bezit van Miriam Windhausen, een achterkleinkind van Albin Windhausen.

## Bijzonderheden
Het huis is uitgevoerd in Hollandse Neorenaissance-stijl en heeft een façade met trapgevel, decoratieve speklagen, tweekleurig metselwerk en een vijfkantige erker. Deze erker heeft een plat dak met daarop een balkon met smeedijzeren hek met daarin de initialen ‘AW’. Aan weerszijden van het bovenste raam zijn hardstenen gevelstenen aangebracht met daarop de tekst ‘ANNO [-] 1898’.